# Коаленовский трактат
Коале́новский тракта́т (лат. Tractatus Coislinianus) — анонимная греческая рукопись X века на двух страницах. Сам текст указывает на более древнее происхождение, возможно, I век до н. э. В этом трактате неизвестный автор даёт определение комедии и описывает её структурные элементы. Концепция и терминология явно перекликаются с «Поэтикой» Аристотеля, вплоть до полных параллелизмов между двумя текстами. Весьма вероятно, что Коаленовский трактат — это краткий конспект утерянной второй части «Поэтики», сделанный одним из учеников Аристотеля (возможно, Теофрастом) или одним из его более поздних последователей.

## История находки
Рукопись была обнаружена филологом Крамером в Национальной библиотеке Франции и в первый раз опубликована в 1839 году. Текущий шифр хранения в библиотеке Coislinianus 120.
Крамер нашёл рукопись при разборе фондов епископа Меца А. Ш. Камбу де Куалена (фр. Henri-Charles du Cambout de Coislin, латинизированное имя Coislinus). От своего прадеда канцлера Сегье де Куален унаследовал богатую библиотеку, в том числе почти 400 древних рукописей на греческом языке. Среди последних была и рукопись Куаленовского трактата, которая до 1643 г. находилась в библиотеке Великой Лавры на Афоне.
Коллекция греческих рукописей, ныне известная как «куаленовская», была приобретена по поручению Сегье священником Афанасием Ритором (англ. Athanase the Rhetor) в 1643—1653 гг. в Константинополе, на Афоне и на Кипре. В 1793 году она была передана Национальной библиотеке.

## Содержание
А. Ф. Лосев отмечает, что несмотря на незначительность сведений о комедии в трактате, «определение комедии, которое мы имеем в данном трактате, способно поразить каждого историка античной эстетики и античной литературы». А именно в § 2 (по разбивке в современных изданиях) анонимный автор пишет:

Комедия есть подражание действию смешному и неудачному определённого размера, в каждой из своих частей в образах разыгрываемое, а не рассказываемое, через удовольствие и смех осуществляющее очищение (др.-греч. κάθαρσις) подобных аффектов. Она имеет своей матерью смех.
В этом определении виден явный параллелизм с определением трагедии в 6-й главе «Поэтики» Аристотеля. Это не только использование слова катарсис в том же значении, но и состав и перечисление прочих признаков комедии, в основе которой, как и у трагедии, лежит мимезис.
Данное определение всё же не полностью учитывает понимание Аристотелем комического в том виде, как оно дано в начале 5-й главы «Поэтики». Однако анонимный автор сразу компенсирует это более развёрнутым определением в § 3. Он добавляет, что смех рождается из действий, из обмана, из небывалого, из возможного и несообразного, из того, что против ожидания. Таким образом, Аристотелевское определение остаётся в силе, хотя оно буквально и не выражено в кратком определении комедии. При этом выражение «против ожидания» (др.-греч. παρά την δόξαν, «парадоксально») очень аристотелевское и используется им при анализе трагедии.

## Издания текста и его переводы
- Tractatus Coislinianus, ed. Georg Kaibel // Comicorum Graecorum Fragmenta I. Berlin, 1899, p. 50-53 (оригинальный текст)
- Cooper L. An Aristotelian theory of comedy, with an adaptation of the Poetics, and a translation of the 'Tractatus Coislinianus'. New York, 1922 (p. 224 ff., англ. перевод с комментариями).